# 竹内義彰
竹内 義彰（たけうち よしあき、1924年10月2日 - 1987年4月6日）は、日本の教育学者。

## 人物・来歴
高知県出身。京都大学文学部卒、同大学院中退。京都市立音楽短期大学助教授、京都市立芸術大学（統合）教授、佛教大学文学部教授。交通事故のため62歳で死去。職業教育が専門。

## 著書
- 『職業教育史』関書院出版, 1957
- 『職業指導論』法律文化社, 1967

### 共編著
- 『職業と教育 上』本庄良邦共著. 三和書房, 1956
- 『道徳教育の諸問題』南沢貞美共編. 福村出版, 1967
- 『教育の構図』 (教育選書)牧文彦共編. 福村出版, 1968
- 『早期教育への提言』豊嶋覚城共編. 法律文化社, 1971
- 『幼児期の人間教育』小森健吉共編. 法律文化社, 1973
- 『教育学小事典 新版』竹内義彰 [等]編. 法律文化社, 1976
- 『児童期の人間教育』小森健吉共編. 法律文化社, 1976
- 『職業と人間形成』崎野隆,伊藤一雄共著. 法律文化社, 1977.5
- 『教育を問う』編. 法律文化社, 1981.4
- 『未来を拓く人間と道徳』編. 昭和堂, 1985.4
- 『教育と福祉の統合』編著. ミネルヴァ書房, 1987.4